# ムーンライダーズ
ムーンライダーズ（moonriders）は、日本のロックバンドである。1975年に結成し、2011年に無期限活動休止を発表するが、2016年7月1日、期間限定で「活動休止の休止」を発表。その後、再び活動休止に入り、2020年8月より活動を再開した。 

## 略歴

### 結成
1975年、ロックバンド「はちみつぱい」（1971年結成、1974年解散）のメンバーだった鈴木慶一、岡田徹、武川雅寛、かしぶち哲郎、椎名和夫と、鈴木慶一の実弟の鈴木博文により結成。鈴木博文は「オリジナル・ムーンライダーズ」（1972年結成、1974年解散。メンバーは鈴木順、鈴木博文、松本隆、矢野誠、山本浩美）に在籍していた。オリジナル・ムーンライダーズはアレンジャー・プロデューサー・キーボーディストとして多忙だった矢野と、作詞家、プロデューサー活動を開始していた松本とその他のメンバーとのスケジュール的乖離が大きくなった事から、協議の上で活動を終了することとなった。
「ムーンライダーズ」とは、稲垣足穂の小説「一千一秒物語」の一節から鈴木慶一が命名したもので、オリジナル・ムーンライダーズの解散後に鈴木博文、松本らに名前の再利用の承諾を得て、その名前を譲り受けることとなった。アルバム『火の玉ボーイ』の名義が「鈴木慶一とムーンライダース」だったため、クラウンレコードに移籍するまでの数年間、雑誌やテレビ・ラジオ等では「ムーンライダース」とされることが多かった。英語での表記は『DON'T TRUST OVER THIRTY』までは「MOON RIDERS」だったが、『最後の晩餐』からは「MOONRIDERS」または「Moonriders」、『dis-covered』からは「moonriders」が用いられている。
彼らははちみつぱいで為せなかった「音楽で食べていく」事を優先させるため、まず、アグネス・チャンのバックバンドを行うことにより、バンドの経済的基盤を確立させた。1975年2月1日、青森県五所川原市にて初めてアグネスのステージに立った。その後、香港ツアーにも同行するなどしてバックバンド活動は1976年2月まで続き、1975年7月25日の演奏の模様はアグネスのライブアルバム『ファミリー・コンサート』に収録されている。収録されていないが、各ステージでは「酔いどれダンス・ミュージック」も演奏していた。人気歌手のバッキング活動は、その後もキャンディーズなどへと続いたが、かしぶち哲郎は途中で活動から離脱し、細野晴臣のトロピカル・ダンディーズに参加するなどした。かしぶち哲郎の離脱中は、土井正二郎（元はちみつぱい）がツアーのサポートとして参加した。
1976年1月25日、「鈴木慶一とムーンライダース」として『火の玉ボーイ』（ワーナー・パイオニア）をリリース。メンバーが全面的に参加しているが、実際は鈴木慶一のソロ・アルバムとして制作が進められており、手違いに近い形でバンド名がクレジットされることになった。本作を鈴木慶一のソロとするか、ムーンライダーズのアルバムとするかについて、鈴木慶一の見解は時代により変遷している。再発の際に鈴木慶一の単独名義になった時期もあったが、現在リリースされている物は再び「鈴木慶一とムーンライダース」名義になっており、事後的にデビュー・アルバムとして扱われることとなった。

### クラウン時代
1977年2月25日、「ムーンライダーズ」としてアルバム『ムーンライダーズ』（クラウンレコード）を発表。サウンドがアメリカ的なものからイギリス的になるにつれ椎名和夫と他のメンバーの音楽的距離は離れていった。岡田徹のアイデアにより、後任のギタリストとしてアルバム『火の玉ボーイ』にも参加していた白井良明が候補に挙がる。岡田徹の働きかけにより、当時、ムーンライダーズオフィスに所属しムーンライダーズのライブにも前座として出演していた「ホットランディング」に白井良明が参加。その後、1977年3月24日のライブを最後に椎名和夫が脱退し、白井良明がムーンライダーズに加入した。
『イスタンブール・マンボ』（1977年）『ヌーベル・バーグ』（1978年）ではさらにその路線を押し進め、サウンドはイギリス的から無国籍な物へと変化していった。『ヌーベル・バーグ』の収録曲「いとこ同士」でシンセサイザーを積極的に楽曲に取り入れたことを皮切りに、バンド内でニュー・ウェイヴ化とアメリカ受容が進み、『MODERN MUSIC』（1979年）の頃には、ディーヴォのような格好をして、既存の楽曲を解体・再構築するニュー・ウェイヴ・バンドと化した。その格好はすぐに止める事になるが、アルバム制作の際に「縛り」を入れるというルールが残った。『カメラ＝万年筆』（1980年）は「架空の映画のサウンドトラック」をテーマにヌーヴェルヴァーグの映画のタイトルを借用した楽曲が中心となるコンセプト・アルバムになった。

### ジャパン・レコード - キャニオン・レコード時代
1981年、ジャパン・レコードへ移籍。移籍第1弾アルバム『MANIA MANIÈRA』は全編にコンピュータを取り入れ、またドラム等の楽器をパーツごとに別々に録音するなど、実験的なレコーディングが試みられ、テクノ・ミュージックやニュー・ウェイヴの頂点ともいうべき作品に仕上がっている。しかし、経費が高額となりレコード会社から「難解すぎる」「これでは売れない」と評されたため、メンバー自ら発売中止を決定した。直後、次作『青空百景』のレコーディングを開始。『MANIA MANIÈRA』は、当時まったく普及していなかったCDで発売（後に1984年にカセットブック、1986年にキャニオン・レコードよりLPが発売）された。
以来、RVC、キャニオン・レコードへ移籍しながらコンスタントにアルバムを発表した。その後、1986年11月21日の『DON'T TRUST OVER THIRTY』発表後、結成10周年記念として行われた、東京・恵比寿ファクトリー（東京都渋谷区：現在は閉鎖）でのライブの影響や、鈴木慶一の耳などの病気により5年間にわたって活動を停止。メンバーは任天堂のゲームソフト「MOTHER」の音楽制作（鈴木慶一の作品）や音楽プロデュース、ソロアルバムの制作など活発なソロ活動を展開していた。

### 東芝EMI時代 - 無期限活動休止 - 活動再開
活動停止期間中には、メンバーそれぞれのバンド外活動も活発化するなど、このまま自然消滅かとの憶測も流れたが、1991年4月26日に東芝EMI移籍第1弾アルバム『最後の晩餐』を発表。この年のNHKホール（東京都渋谷区）におけるライブのチケットは即日ソールドアウトとなり、待望の復活を果たした。この後もファンハウス、キューンソニーと移籍を繰り返しながらも（音楽業界の江夏豊と冗談半分で称された）作品を次々と発表し、1999年にはワーナーミュージック・ジャパンのDREAM MACHINEレーベルに移籍、関係者を驚かせた。そして2年後の2001年には、デビュー25周年を記念してアルバム『Dire Moron TRIBUNE』とファーストアルバム『火の玉ボーイ』の再発売盤をリリースした。2004年には自らのバンド名を冠したレーベルMoonriders Recordｓを創立する。2006年にはデビュー30周年を迎え、日比谷野外音楽堂での多くのゲストを招いての記念ライブ、年末の全国ツアーライブ、アルバム『MOON Over the ROSEBUD』のリリースなど、活発な活動を行った。
35周年となる2011年11月11日、公式サイトにて2011年内をもって無期限活動休止に入ることを発表した。日本最初期の現役ロックバンドのこの活動休止宣言に多くのメディアやファンが驚いた。同時に、2011年11月11日午後11時11分より12月31日までの期間限定で、新曲「Last Serenade」を無料配信することも発表された。2011年12月30日にはタワーレコード新宿店の屋上でフリーライブを開催、ルーフトップ・コンサートと銘打たれた（ライブの模様はほぼ日刊イトイ新聞でも生配信された）。そして12月31日、ファンクラブ限定のラストライブの開催をもって全てのライブ活動を終了した。
2013年12月17日、メンバーのかしぶち哲郎が死去したことが、同年12月20日に発表された。
かしぶち哲郎の一周忌にあたる2014年12月17日、日本青年館で一夜限定の復活ライブを開催した（翌12月18日に追加公演）。
結成40周年となる2016年5月10日、8月28日開催のロック・フェスティバル「ワールド・ハピネス2016」に出場することが発表され、一夜限定ライブを除くと5年ぶりに復活した。同年7月1日、期間限定で「活動休止の休止」をすることを発表。秋にライブツアー「Moonriders Outro Clubbing Tour」（同年10月6日より6カ所7公演）を行うことをアナウンスした。2016年12月15日に行われた「moonriders Final Banquet 2016 ～最後の饗宴～」を以て「活動休止の休止の休止」となる。
2020年8月、アルバム『カメラ＝万年筆』40周年を記念した無観客ライブ「Special Live『カメラ＝万年筆』」を行い、活動再開を発表した。これに伴い、2006年からかしぶち哲郎のサポート役を務め、死去後は単独でドラムスを担当していた夏秋文尚が正式メンバーとして加入した。
2022年4月、約11年ぶりとなるオリジナルアルバム「it's the moooonriders」を発表。
2023年2月14日、メンバーの岡田徹が死去したことが、同年2月22日に発表された。

## 音楽性
彼らの音楽的先進性については、『ムーン・ライダーズ』『イスタンブール・マンボ』でのワールド・ミュージック的要素の積極的な導入（以降のアルバムでも独特の「無国籍」感は保たれる）に始まり、『ヌーベル・バーグ』において当時登場したばかりのシンセサイザーを積極的に活用、続く『MODERN MUSIC』での当時最先端であったニュー・ウェイヴへの接近とヴォコーダーの使用、『MANIA MANIÈRA』（1981年11月24日から録音開始）に至ってはローランド MC-4（ミュージックシーケンサー）を大々的に導入しレコーディングにおける個人作業を活性化させるなどの様々な試みからもわかる。
活動休止まで、バンドと平行しながらのソロ活動、別バンド（ユニット）、音楽プロデューサーなどメンバー個人の活動のほか、アルバム制作やライブ活動も精力的におこなっている。メンバー全員がバンド内でのソングライティング（作詞・作曲・編曲・ボーカル）や職業作曲家、プロデュース業、スタジオ・ミュージシャン業をこなすという稀有なバンド。作詞は鈴木慶一・鈴木博文・かしぶち哲郎が手がける比率が高い。その膨大な作品群は2001年より『ムーンライダーズのイイ仕事』シリーズとしてビクターエンタテインメント、フォーライフ、ユニバーサルミュージック、徳間ジャパン、日本クラウン、東芝EMI、ワーナーミュージック、ポニーキャニオンなど各社よりコンピレーション・アルバムとしてリリースされている。それぞれ多くのCM曲を手がけており(アルバム「MOONRIDERS CM WORKS　1977-2006」等でリリースされている）、近年では「マツダ（1996年のマツダに乗りに行こうシリーズ。キャロル、カペラ、ボンゴフレンディなど）」「PlayStation」、「アロエリーナ」、「ドコモダケ」等がある。楽曲のスタイルは常に変遷し、また曲ごとのアプローチもしばしば異なるが、メンバーの全員がリードボーカルを担当できる強みから、男性ユニゾンとコーラスワークを基本とするのみならず、各々のスタイルを活かして複数のメンバーがリードを取ることも多々ある柔軟なスタンスが特徴。
一時期の作品タイトルは映画や書籍などから引用したものが多く、それ以降も時事的なトピックや先行する創作物からの影響で作られた楽曲も間々存在する。またタイトルや歌詞に犬が頻繁に登場することも特徴である。
アルバム収録曲は基本的にメンバーの投票によって決定されるが、0票だから収録されないということもないという。初期のアルバムでは先着順もあった。なお毎回50曲ほどのボツ曲があるが、それらの曲はソロや提供曲で再利用されることもあるという。
鈴木慶一曰く「自分は出だしはいいがサビが苦手なので、他のメンバーの意見を積極的に取り入れたり、他のコンポーザーのサビと繋げたりもする」という。

## メンバー
（moonriders_net (@moonriders_net) - X に基づく）
- 鈴木慶一（ボーカル、ギター、キーボード、ドラム）
- 武川雅寛（ヴァイオリン、トランペット、マンドリン、ギター、コーラス、ヴォコーダー、ボーカル）
- 鈴木博文（ベース、ギター、コーラス、ボーカル）
- 白井良明（ギター、シタール、ギタドラ、ツィター、コーラス、ボーカル）
  - 1977年、椎名和夫の脱退に伴い加入。
- 夏秋文尚（ドラムス）
  - 2020年の活動再開時に加入。

※1990年代以降の作品のレコーディングでは、メンバー全員が自身の作曲したレパートリーで、ギター、キーボード、プログラミングなどを兼ねる事が多くある。

### サポート
- 澤部渡（ギター、ボーカル、コーラス）
- 佐藤優介（キーボード、コーラス）

※活動再開後のライブでは、岡田徹の体調不良もあり、以前からトリビュート・アルバムなどに参加していた澤部渡と佐藤優介がサポートメンバーに入ることが多い。また、2022年のアルバム『it's the moooonriders』では夏秋文尚と共に、作詞・作曲にも参加している。また、近年はセットリストを考えることも多い。

### 死去したメンバー
かしぶち哲郎（ドラムス、パーカッション、ギター、コーラス、ボーカル）
オリジナルメンバー。2013年12月17日死去。
岡田徹（キーボード、ピアノ、アコーディオン、コーラス、ボーカル）
オリジナルメンバー。2023年2月14日死去。

### 元メンバー
椎名和夫 （ギター）
元はちみつぱい。オリジナルメンバー。1977年、鈴木慶一との音楽性の相違で脱退。山下達郎のサポートメンバーを経て、編曲家に転身。

## 別ユニット

### アートポート
アートポート (ARTPORT) は、ムーンライダーズの鈴木博文、白井良明、かしぶち哲郎による別ユニット。
ムーンライダーズと並行して活動し、1981年には唯一のアルバム『ARTPORT』をレコードでリリース（1993年にムーンライダーズのレコードレーベル「METROTRON RECORDS」からCD再発）。2015年には、日清パワーステーションでの1993年11月14日のライブ音源を追加して2枚組CDとした再発盤『ARTPORT -Expanded Edition-』がリリースされた。
アートポートの楽曲が、ムーンライダーズのライブで演奏されることもあり、ライブ・アルバム『THE WORST OF MOONRIDERS』にも、アートポートの曲「ロシアンレゲエ」が収録されている。
ディスコグラフィ
1. ARTPORT（1981年）- レコード盤
ARTPORT（1993年）- CD再発盤
2. ARTPORT -Expanded Edition-（2015年）- ライブ音源を追加した2枚組CD再発リマスター盤

## ディスコグラフィ

### シングル
1. スカンピン c/w あの娘のラブレター（1976年4月25日)
2. ジェラシー c/w Beep Beep Be オーライ（1977年8月25日)
3. ヴァージニティ c/w ヴィデオ・ボーイ（1979年10月25日)
4. モダーン・ラヴァーズ c/w 鬼火（1980年1月25日）
5. 彼女について知っている二・三の事柄 c/w 地下水道（KANAL DUB）（1980年7月25日）
6. エレファント c/w ヴィデオ・ボーイ（NEW RECORDING）（1981年4月25日）
7. 僕はスーパーフライ c/w くれない埠頭（1982年8月25日)
8. M.I.J. c/w GYM（1984年2月5日)
9. 花咲く乙女よ穴を掘れ c/w 滑車と振子（1986年3月21日)
10. 夏の日のオーガズム c/w 今すぐ君をぶっとばせ、夏の日のオーガズム（Poolside Mix）（1986年6月21日）
11. ダイナマイトとクールガイ c/w シリコン・ボーイ（1992年8月26日）
12. 海の家 c/w Love Me Tonight（Fuge Garage Mix）（1995年3月25日)
13. 冷えたビールがないなんて c/w おかわり人生、ボクハナク（Beach House Mix）（1995年6月25日）
14. 9月の海はクラゲの海 c/w 9月の海はクラゲの海（DEEP SEE MIX）、9月の海はクラゲの海（COSMIC TRAVELER MIX）（1995年9月1日）
15. HAPPY/BLUE'95 c/w ぼくはタンポポを愛す（1995年11月25日)
16. ニットキャップマン c/w ビアティテュード（1996年11月21日)
17. 恋人が眠ったあとに唄う歌 c/w 酔いどれダンス・ミュージック（1998年5月30日)
18. Sweet Bitter Candy -秋〜冬- c/w Sweet Bitter Candy-秋〜冬-（Tabacology Mix）、月夜のドライヴ（Sweet Bitter Candyのみムーンライダーズ feat. 奥田民生、(1998年11月21日）
19. kissin' you till I die/pissism a go go c/w pissism a go go（2001年4月15日）- 配信限定曲「pissin' till I die/pissism a go go」を一部変更したもの。
20. ゆうがたフレンド（公園にて）（2006年9月27日）- iTunes Storeバージョンとして「ゆうがたフレンド」を配信。
21. Cool Dynamo, Right on c/w Cool Dynamo, Right on (RIOW ARAI MIX)（2007年4月4日）
22. Tokyo, Round and Round（2008年12月3日、配信）
23. 恋はアマリリス（2009年1月14日、配信）
24. You & Us（2009年2月18日、配信）
25. Tokyo Navi（2009年3月18日、配信）
26. 三日月の翼（2009年4月8日、配信）
27. Come Up（2009年5月13日、配信）
28. ゲゲゲの女房のうた（A Ge Ge Version） c/w 日曜はダメよ、くれない埠頭 2010（2010年10月20日）
「ムーンライダーズ feat. 小島麻由美」名義。映画版『ゲゲゲの女房』主題歌。
29. 魂メラめら一兆℃! c/w みんなくたばるサァサァサァ（2011年5月11日）
「遠藤正明とムーンライダーズ」「ムーンライダーズ feat.yoko」名義。TVアニメ『Dororonえん魔くん メ〜ラめら』主題歌。

### アルバム
1. 火の玉ボーイ（1976年1月25日）-「鈴木慶一とムーンライダース」名義。
2. MOONRIDERS（1977年2月25日）- ジャケットが赤いことから、メンバーによる通称は「赤いアルバム」[16]。
3. Istanbul mambo（1977年10月25日）
4. NOUVELLES VAGUES（1978年12月25日）
5. MODERN MUSIC（1979年10月25日）
6. CAMERA EGAL STYLO / カメラ＝万年筆（1980年8月25日）
7. 青空百景（1982年9月25日）
8. MANIA MANIÈRA（1982年12月15日）
9. AMATEUR ACADEMY（1984年8月21日）
10. ANIMAL INDEX（1985年10月21日）
11. DON'T TRUST OVER THIRTY（1986年11月21日）
12. 最後の晩餐（1991年4月26日）
13. A.O.R.（1992年9月30日）
14. ムーンライダーズの夜（1995年12月1日）
15. Bizarre Music For You（1996年12月4日）
16. 月面讃歌（1998年7月18日）
17. dis-covered（1999年11月25日）
18. Dire Morons TRIBUNE（2001年12月12日）
19. P.W Babies Paperback（2005年5月11日）
20. MOON OVER the ROSEBUD（2006年10月25日）
21. Tokyo7（2009年9月16日）
22. Ciao!（2011年12月14日）
23. it's the moooonriders（2022年4月20日）

### ミニ・アルバム
1. 夏の日のオーガズム（1986年6月21日）
2. Beautiful Young Generation HIGH SCHOOL BASEMENT 1（1995年3月1日）- カバーアルバム。
3. La Café de la Plage（1995年6月25日）- セルフカバーアルバム。
4. Six musicians on their way to the last exit（2000年12月15日）
5. No.9（2004年2月23日）
映画『東京ゴッドファーザーズ』のエンディングテーマ「No.9」などを5.1chで収録したSACD。サウンドトラックアルバム未収録のアウトテイクを含む全8曲を収録。
6. Here we go'round HQD（2009年9月1日）- 配信限定シングル・コレクション。
7. Happenings Nine Months Time Ago in June 2022（CD：2023年3月15日、LP：2023年6月25日）

### サウンドトラック
1. 東京ゴッドファーザーズ（2003年）
2. Dororonえん魔くん メ〜ラめら オリジナルサウンドトラック（2011年）

### ライブ・アルバム
1. THE WORST OF MOONRIDERS（1986年9月5日）- 2枚組ライブ・アルバム。
2. a touch of fullmoon shows in the night（2000年7月7日）
3. マニアの受難 PASSION MANIACS Original Soundtrack（2006年11月2日）
4. moonriders LIVE at MIELPARQUE TOKYO HALL 2011.05.05“火の玉ボーイコンサート”（2012年1月25日）
5. Radio Moon and Roses 1979Hz（2022年8月3日）-「ムーンライダーズ＋佐藤奈々子」名義。

### ベスト・アルバム
1. 東京一は日本一（1981年5月25日）
2. 12コレクト（1984年9月21日）
3. ベスト・セレクション（1986年3月15日）
4. ティン・パン・アレー＋ムーンライダーズ（1986年9月5日）
5. ベスト16 スイマー〜ジェラシー（1987年3月1日）
6. 全曲集（1988年9月21日）
7. ベスト（1989年10月5日）
8. ベスト15（1992年8月21日）
9. The Best of Luck!（1993年5月21日）
10. Best of MOONRIDERS 1982→1992 Keiichi Suzuki sings MOONRIDERS（1994年3月23日）
11. 短くも美しく燃え（1997年12月17日）
12. アンソロジー 1976-1996（1998年5月2日）
13. かしぶち哲郎 SONGBOOK（1998年5月2日）
かしぶち哲郎が作詞・作曲した楽曲のみ収録のベスト・アルバム。
14. TWIN BEST（1999年3月10日）
15. MOONRIDERS SELECTION（2003年5月1日）
16. Anthology moon riders BEST（2003年7月16日）
17. GOLDEN☆BEST ムーンライダーズ（2004年9月17日）
18. NEW DIRECTIONS OF MOONRIDERS vol.1（2006年10月4日）
19. クラウン・イヤーズ・ベスト&LIVE（2011年1月12日）

### アーカイブシリーズ
1. ムーンライト・リサイタル1976（2005年12月7日）
2. 1979.7.7 at KUBOKODO（2007年4月4日）
3. 1980.2.23 リサイタル―MODERN MUSICの彼方（2007年12月19日）
4. LIVE at HIROSHIMA KENSHINKODO 1980.10.11（2009年3月18日）
5. IN SEARCH OF LOST TIME VOL.1（2009年10月21日）
6. LIVE at SHIBUYA 2010.3.23 "Tokyo 7"（2010年8月4日）
7. moonriders LIVE at SHIBUYA KOKAIDO 1982.11.16 青空百景（2013年3月27日）
8. LIVE at SHIBUYA KOKAIDO 1984.7.14（2013年3月27日）

### 参加作品
- 「月夜のドライヴ」「ベイビー・カムバック」- ライブ・アルバム『1973.9.21 SHOW BOAT 素晴しき船出』（1974年1月15日）- オリジナル・ムーンライダーズとして参加。
- 「銀紙の星飾り」 - クリスマス コンピレーション・アルバム『WE WISH YOU A MERRY CHRISTMAS』（1983年11月28日）
- 「YER BLUES」 - ビートルズ カバー・アルバム『LOVE ME DO』（1992年9月30日）
- 「I NEED YOU」 - ジョージ・ハリスン トリビュートアルバム『Gentle Guitar Dreams』（2002年5月29日）

### 映像作品
1. DREAM MATERIALIZER
2. moonriders LIVE at SHINJUKU LOFT 2006.4.15 （2008年）
3. The Postwar Babies Show（2005年）
4. 月面讃画〜ムーンライダーズ・月面サマーツアー1998
5. PASSION MANIACS マニアの受難（2006年）
6. Ciao!THE MOONRIDERS LIVE 2011（2012年）

### CD-ROM
- Damn! moonriders （1997年）- マクロメディアDirector（当時）製のCD-ROMコンテンツ+デモ集Audio-CD+ライヴ集Audio-CD

### テレビドラマ
- 高原へいらっしゃい（1976）演奏

### 映画
- サチコの幸（1976）音楽
- 毛ぼうし（1997）<OV>「月光下騎士団」名義で出演
- MOONRIDERS THE MOVIE 「PASSION MANIACS マニアの受難」（2006）出演
- 転々（2007）エンディングテーマ
- 世界のどこにでもある、場所（2010）演奏
- ゲゲゲの女房（2010）エンディングテーマ - ムーンライダーズ feat. 小島麻由美
- ジ、エクストリーム、スキヤキ（2013）エンディングテーマ
- 片思い世界（2025年）出演 - ストリートミュージシャン 役[17]（映画音楽担当は鈴木慶一）

## 書籍
- 鈴木慶一「MUSICIAN FILE ムーンライダーズ徹底研究」『隔月刊 ミュージック・ステディ 1983年3月号』第3巻第1号、ステディ出版、1983年2月20日。
- ムーンライダーズ詩集（1986年）新潮文庫
- フライト・レコーダー（1990年）ムーンライダーズ、アストロ・チンプス 著
- 火の玉ボーイとコモンマン 東京・音楽・家族 1951〜1990（1989年）鈴木慶一 著
- 20世紀のムーンライダーズ（1998年）月面探査委員会 編
- ユリイカ 2005年6月号「特集 ムーンライダーズ 薔薇がなくちゃ生きてゆけないんだってば!」
- ミュージック・マガジン増刊 ムーンライダーズの30年（2006年）
- 月光下騎士団大事典～ムーンライダーズデビュー30周年記念目録（2007年）月面探索者一同 編
- Ciao! ムーンライダーズ・ブック（2015年）

## テレビ
- MUSIC JAPAN（NHK総合、2010年12月5日）出演

## 配信
- 2017年、フジテレビオンデマンド「PARK」スピンオフコーナー【PARKSIDE】出演

## その他
- 後のミュージシャン、漫画家、作家などにも多大な影響を与えた。江口寿史[18]、貞本義行[注 3]、わかつきめぐみ[注 4]、松田洋子[19]、やまだないと[注 5]、山本直樹[注 6]、谷川史子[注 7]、犬上すくね[注 8]、久保ミツロウ[注 9]、みうらじゅん[注 10]、いしかわじゅん[23]、まえだくん[注 11]、及川光博[注 12]、aiko[注 13]、ハヤシ（POLYSICS）[注 14]、辻仁成[注 15]、ナンシー関[注 16]、岩井俊二[注 17]、かがみふみを[注 18]、香山リカ、よしもとよしとも、アーバンギャルド、及川眠子ら。また、「ムーンライダーズの弟バンド」と称されたバンドにカーネーション、GRANDFATHERSがいて、互いの音楽活動によく参加している。
- アニメーション作品『魔法遣いに大切なこと 〜夏のソラ〜』に登場するストリートミュージシャンであるYASUKOが楽曲を歌う。『神様のメモ帳』でサブタイトルに楽曲名が引用される。
- 2011年7月27日、森山良子がデビュー45周年記念シングルとして「6つの来し方行く末」をカバー、11月6日に『ミュージックフェア』に出演した際はバックバンドとしてムーンライダーズ全員が出演。歌詞の内容に合わせて、メンバー全員の氏名と誕生月が表示された。